# Booralana nickorum
Booralana nickorum — вид рівноногих ракоподібних родини Cirolanidae. Описаний у 2024 році.

## Поширення
Вид поширений на заході Атлантичного океану біля узбережжя Багамських островів. Виявлений на глибоководному схилі затоки Ексума-Саунд на глибині 540—560 м.

## Опис
Тіло завдовжки 55-76 міліметрів. Вид має твердий екзоскелет без пігментації, сегментоване тіло і великі складні очі для пошуку потенційної здобичі. Його можна відрізнити від Booralana tricarinata Camp and Heard, 1988 та інших видів за субтрикутним плеотельсоном і уроподальним екзоподом зрілих самців, який набагато довший за ендопод, причому обидві гілки простягаються далеко за задній край плеотельсона. Крім того, плеоподи 3 і 4 не мають помітного кута в середині гілки.